# 鸭池乡 (仁寿县)
鸭池乡，是中华人民共和国四川省眉山市仁寿县曾经下辖的一个乡。2019年12月，撤销鸭池乡和谢安乡，设立谢安镇，以原鸭池乡和原谢安乡所属行政区域为谢安镇的行政区域。

## 行政区划
鸭池乡撤销前下辖以下地区：
白村、唐村、白沙村、红英村和永丰村。